# Emilio Alfaro
Emilio Vallarino Alfaro (Buenos Aires, 20 de enero de 1933 - ibidem, 18 de julio de 1998) fue un actor y director argentino de teatro, cine y televisión.

## Trayectoria
Estudió con Marcelo Lavalle y debutó con Verano y humo de Tennessee Williams. Entre 1965 y 1974 estuvo casado con la actriz y cantante Marilina Ross. 
Más tarde se casó con Cristina Díaz Alberdi (nacida en 1940 y casada anteriormente con Horacio Rodríguez Larreta padre), madre de su hija Ximena Vallarino Alfaro Díaz Alberdi, nacida el 17 de enero de 1977, quien por ende es medio hermana del político Horacio Rodríguez Larreta.
Fue tío del actor Marcelo Alfaro.
En 1959 participó del programa Historia de jóvenes  transmitido por Canal 7 que recibió el Premio Martín Fierro de ese año en el rubro telenovelas. En 1965 formó parte del grupo Gente de Teatro de David Stivel junto a Norma Aleandro, Bárbara Mujica, Marilina Ross, Federico Luppi, Juan Carlos Gené y Carlos Carella que produjo ciclos laureados en la televisión argentina de esa década.
En 1973 fue designado director de Canal 7 de televisión y en 1989 como director del Teatro General San Martín de Buenos Aires.
En 1985, actuó y dirigió su guion cinematográfico Hay unos tipos abajo.
Como director se destacó con El hombre elefante dirigiendo a Miguel Ángel Solá y La señorita de Tacna de Mario Vargas Llosa con Norma Aleandro, por el que recibió el Premio Estrella de Mar 1988.

## Cine
- La pluma del ángel (1992)
- Hay unos tipos abajo (1985)
- Las sorpresas (1975)
- La guerra del cerdo (1975)
- El Pibe Cabeza (1975)
- El familiar (1972)
- Los herederos (1970)
- Hotel alojamiento (1966)
- La sentencia (1964)
- El terrorista (1962)
- Los jóvenes viejos (1962)
- Los de la mesa 10 (1960)
- El bote, el río y la gente (1960)
- El jefe (1958)
- Requiebro (1955)